# Paardensport op de Olympische Zomerspelen 1948
Paardensport is een van de sporten die beoefend werden tijdens de Olympische Zomerspelen 1948 in Londen.

## dressuur

### individueel
| rang   | sporter                      | paard         | land | score |
| ------ | ---------------------------- | ------------- | ---- | ----- |
| Goud   | Hans Moser                   | Hummer        | SUI  | 492.5 |
| Zilver | André Jousseaume             | Harpagon      | FRA  | 480.0 |
| Brons  | Gustaf Adolf Boltenstern jr. | Trumf         | SWE  | 477.5 |
| 4      | Robert Borg                  | Klingson      | USA  | 473.5 |
| 5      | Henri Saint Cyr              | Djimm         | SWE  | 444.5 |
| 6      | Jean Saint-Fort Paillard     | Sous les Ceps | FRA  | 439.5 |
| 7      | Alois Podhajsky              | Teja          | AUT  | 437.5 |
| 8      | Earl Thomson                 | Pancraft      | USA  | 421.0 |

### team
| rang   | sporter                                                      | paard                             | land | score             | totaal |
| ------ | ------------------------------------------------------------ | --------------------------------- | ---- | ----------------- | ------ |
| Goud   | André Jousseaume Jean Saint-Fort Paillard Maurice Buret      | Harpagon Sous les Ceps Saint Ouen | FRA  | 480.0 439.5 349.5 | 1269.0 |
| Zilver | Robert Borg Earl Thomson Frank Henry                         | Klingson Pancraft Reno Overdo     | USA  | 473.5 421.0 361.5 | 1256.0 |
| Brons  | Fernando Paes Francisco Valadas Júnior Luís Mena e Silva     | Matamás Feitiço Fascinante        | POR  | 411.0 405.0 366.0 | 1182.0 |
| 4      | Justo Iturralde Humberto Terzano Oscar Goulu                 | Pajarito Bienvenido Grillo        | ARG  | 397.0 327.0 281.5 | 1005.5 |
| 5      | Gustaf Adolf Boltenstern jr. Henri Saint Cyr Gehnäll Persson | Trumf Djimm Knaust                | SWE  | 477.5 444.5 444.0 | DQ     |

Slechts vijf teams namen deel. Zweden, aanvankelijk olympisch kampioen met 1366.0 punten, werd een jaar na de Spelen gediskwalificeerd. Reden voor de diskwalificatie was dat de ruiter Gehnäll Persson niet een beëdigd officier was, zoals het wedstrijdreglement voorschreef, en daardoor niet startgerechtigd.

## eventing

### individueel
| rang   | sporter                    | paard                   | land | score |
| ------ | -------------------------- | ----------------------- | ---- | ----- |
| Goud   | Bernard Chevallier         | Aiglonne                | FRA  | 4.00  |
| Zilver | Frank Henry                | Swing Low               | USA  | 21.00 |
| Brons  | Robert Selfelt             | Claque                  | SWE  | 25.00 |
| 4      | Charles Anderson           | Reno Palisade           | USA  | 26.50 |
| 5      | Joaquín Nogueras Márquez   | Epsom                   | ESP  | 41.00 |
| 6      | Erik Carlsen               | Ezja                    | DEN  | 44.00 |
| 7      | Aécio Morrot Coelho        | Guapo                   | BRA  | 52.00 |
| 8      | Fernando Marques Cavaleiro | Satari                  | POR  | 55.00 |
| 8      | Fabio Mangilli             | Guerriero da Capestrano | ITA  | 55.00 |

### team
| rang   | sporter                                                                      | paard                               | land | score               | totaal |
| ------ | ---------------------------------------------------------------------------- | ----------------------------------- | ---- | ------------------- | ------ |
| Goud   | Frank Henry Charles Anderson Earl Thomson                                    | Swing Low Reno Palisade Reno Rhythm | USA  | 21.00 26.50 114.00  | 161.50 |
| Zilver | Robert Selfelt Olof Stahre Sigurd Svensson                                   | Claque Komet Dust                   | SWE  | 25.00 70.00         | 165.00 |
| Brons  | Humberto Mariles Raúl Campero Joaquín Solano                                 | Parral Tarahumara Malinche          | MEX  | 61.75 120.50 123.00 | 305.25 |
| 4      | Alfred Blaser Anton Bühler Pierre Musy                                       | Mahmud Amour Amour Französin        | SUI  | 59.25 95.00 250.25  | 404.50 |
| 5      | Joaquín Nogueras Márquez Fernando Gazapo de Sagarra Santiago Martínez Larraz | Epsom Vivian Fogoso                 | ESP  | 41.00 179.25 202.25 | 422.50 |

Er namen in totaal 14 teams deel, slechts vijf teams wisten met drie ruiters de wedstrijd te voltooien.

## springconcours

### individueel
| rang   | sporter           | paard          | land | score |
| ------ | ----------------- | -------------- | ---- | ----- |
| Goud   | Humberto Mariles  | Arete          | MEX  | 6.25  |
| Zilver | Rubén Uriza       | Harvey         | MEX  | 8.00  |
| Brons  | Jean d'Orgeix     | Sucre de Pomme | FRA  | 8.00  |
| 4      | Franklin Wing     | Democrat       | USA  | 8.00  |
| 5      | Jaime García Cruz | Bizarro        | ESP  | 12.00 |
| 5      | Eric Sörensen     | Blatunga       | SWE  | 12.00 |
| 7      | Max Fresson       | Decametre      | FRA  | 16.00 |
| 7      | Harry Llewellyn   | Foxhunter      | GBR  | 16.00 |
| 7      | Henry Nicoll      | Kilgeddin      | GBR  | 16.00 |

### team
| rang   | sporter                                                   | paard                     | land | score             | totaal |
| ------ | --------------------------------------------------------- | ------------------------- | ---- | ----------------- | ------ |
| Goud   | Humberto Mariles Rubén Uriza Alberto Valdés               | Arete Harvey Chihuchoc    | MEX  | 6.25 8.00 20.00   | 34.25  |
| Zilver | Jaime García Cruz José Navarro Morenés Marcellino Gavilán | Bizarro Quorum Forajido   | ESP  | 12.00 20.00 24.50 | 56.50  |
| Brons  | Harry Llewellyn Henry Nicoll Arthur Carr                  | Foxhunter Kilgeddin Monty | GBR  | 16.00 35.00       | 67.00  |

Er namen in totaal 14 teams deel, slechts drie teams wisten met drie ruiters de wedstrijd te voltooien.

## Medaillespiegel
| rang   | land             | goud | zilver | brons | totaal |
| ------ | ---------------- | ---- | ------ | ----- | ------ |
| 1      | Frankrijk        | 2    | 1      | 1     | 4      |
| 1      | Mexico           | 2    | 1      | 1     | 4      |
| 3      | Verenigde Staten | 1    | 2      | 0     | 3      |
| 4      | Zwitserland      | 1    | 0      | 0     | 1      |
| 5      | Zweden           | 0    | 1      | 2     | 3      |
| 6      | Spanje           | 0    | 1      | 0     | 1      |
| 7      | Portugal         | 0    | 0      | 1     | 1      |
| 7      | Groot-Brittannië | 0    | 0      | 1     | 1      |
| totaal | totaal           | 6    | 6      | 6     | 18     |

Parijs 1900 · 
Stockholm 1912 · 
Antwerpen 1920 · 
Parijs 1924 · 
Amsterdam 1928 · 
Los Angeles 1932 · 
Berlijn 1936 · 
Londen 1948 · 
Helsinki 1952 · 
Melbourne 1956 · 
Rome 1960 · 
Tokio 1964 · 
Mexico-stad 1968 · 
München 1972 · 
Montréal 1976 · 
Moskou 1980 · 
Los Angeles 1984 · 
Seoel 1988 · 
Barcelona 1992 · 
Atlanta 1996 · 
Sydney 2000 · 
Athene 2004 · 
Peking 2008 · 
Londen 2012 · 
Rio de Janeiro 2016 · 
Tokio 2020 · 
Parijs 2024 · 
Los Angeles 2028
Medaillewinnaars
Atletiek · Basketbal · Boksen · Gewichtheffen · Hockey · Kanovaren · Lacrosse (demonstratie) · Moderne vijfkamp · Kunstwedstrijden · Paardensport · Roeien · Schermen · Schietsport · Schoonspringen · Turnen · Voetbal · Waterpolo · Wielersport · Worstelen · Zeilen · Zwemmen